# Finally // Beautiful Stranger
«Finally // Beautiful Stranger» (estilizado en mayúsculas y minúsculas) es una canción de la cantante estadounidense Halsey. Se lanzó el 6 de diciembre de 2019 a través de Capitol Records como el segundo sencillo promocional de su tercer álbum de estudio Manic (2020). La canción fue lanzada simultáneamente con el tercer sencillo promocional del álbum «Suga's Interlude».

## Antecedentes y lanzamiento
La canción se anunció el 3 de diciembre de 2019 a través de sus redes sociales. En una transmisión en vivo de Instagram el 3 de diciembre de 2019, Halsey anunció que lanzaría dos nuevas canciones y un video musical el viernes 6 de diciembre de 2019. Dos días después, reveló que esas dos canciones son «Finally // Beautiful Stranger» y «Suga's Interlude». Halsey describió ambas canciones como "historias [...] muy diferentes de ensueño". Reveló en una entrevista con Zane Lowe para Beats 1 que escribió la pista en su casa a las dos de la mañana cuando estaba saliendo con Dom "YUNGBLUD", pensando en la noche en que se conocieron.

## Video musical
El 6 de diciembre de 2019 se lanzó un video musical de la canción. Dirigido por Patrick Tracy, muestra a Halsey interpretando la canción con una guitarra en dos configuraciones de barra diferentes.

## Recepción crítica
Koltan Greenwood de Alternative Press describió la canción como «emotiva que explora el primer amor y las emociones que causa». Nina Corcoran, de Consequence of Sound, calificó el coro como el «punto culminante real», ya que Halsey «ceñía el título con algunas grietas desgarradoras». Madeline Roth, escribiendo para MTV News, describió la canción en su conjunto como «de amor guiada por la guitarra», y señaló que sonaba «un poco como You and I de Lady Gaga». Lexi Lane de la revista Atwood elogió la canción y sus letras, afirmando que la canción pone «el talento para escribir canciones de Halsey al frente y podría decirse que es su canción más fuerte líricamente».

## Posicionamiento en listas
| Listas (2019)                                             | Mejor posición |
| --------------------------------------------------------- | -------------- |
| Estados Unidos Bubbling Under Hot 100 Singles (Billboard) | 17             |
| Estados Unidos Digital Song Sales (Billboard)             | 24             |
| Estados Unidos Pop Digital Song Sales (Billboard)         | 19             |
| Nueva Zelanda Hot Singles (RMNZ)                          | 11             |